# Skeppet Argo

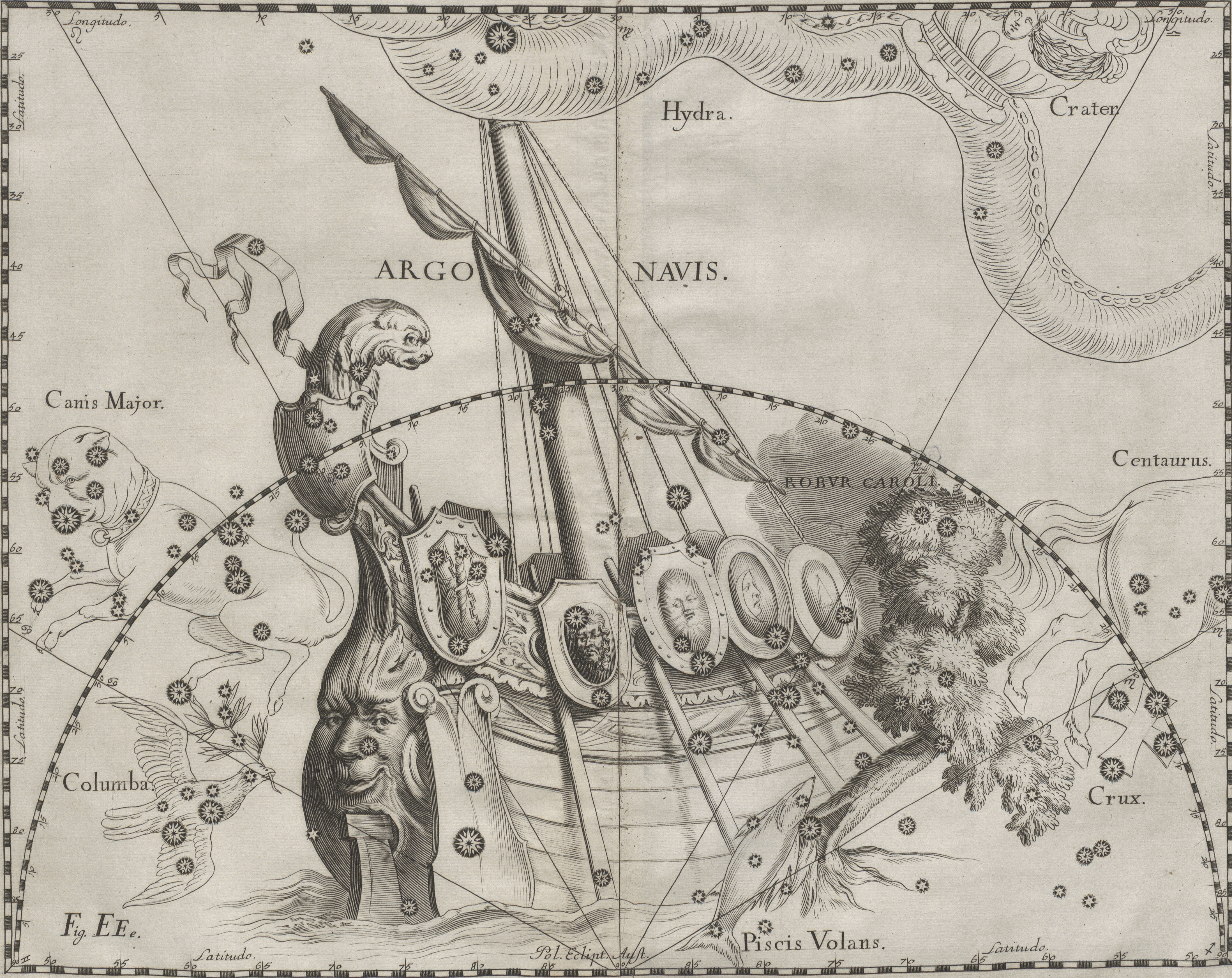
Konstellationen Argo Navis av Johannes Hevelius.

Skeppet Argo (Argo Navis på latin) var en av de 48 stjärnbilderna på Ptolemaios lista över stjärnbilder i hans samlingsverk Almagest. Stjärnbilden representerade det skepp som Jason och argonauterna använde i den grekiska mytologin.
Skeppet Argo är den enda av Ptolemaios stjärnbilder som inte är en av de 88 moderna stjärnbilderna som erkänns av den Internationella Astronomiska Unionen.

## Historik
Skeppet Argo var en konstellationerna som listades av Ptolemaios i samlingsverket Almagest. Stjärnbilden representerade den argonautiska skeppet som Jason seglade. Stjärnbilden förekom första gången på bild i Johann Bayers stjärnatlas Uranometria, som utkom 1603. 
Konstellationen blev oriktigt avbildad, eftersom den inte var synlig från norra halvklotet. Skeppet Argo blev ordentligt kartlagt 1752 av den franske astronomen och kartografen Nicolas Louis de Lacaille. Han bildade Seglet, Akterskeppet, Kölen och enligt en del auktoriteter även Kompassen. Trots uppdelningen behöll Lacaille Bayer-beteckningarna för skeppet Argo. Därför har Kölen stjärnorna Alfa, Beta och Epsilon, Seglet har Gamma och Delta, medan Akterskeppet har Zeta.
Masten (Malus på latin) föreslogs 1844 som en del av den gamla stjärnbilden av den engelske astronomen John Herschel. Den var tänkt att ersätta Kompassen, men förslaget vann inget gehör bland andra astronomer.

## Stjärnor
Skeppet Argo var en stjärnbild med många ljusstarka stjärnor. Här följer en enkel uppräkning av de 15 stjärnor som tillhörde stjärnbilden och är ljusstarkare än magnitud 3,0.
- Canopus eller Suhel – Alfa Carinae -0,72
- Miaplacidus – Beta Carinae 1,67
- Suhail – Gamma Velorum 1,7
- Avior – Epsilon Carinae 1,86
- Delta Velorum 1,96
- Lambda Velorum 2,21
- Aspidiske, Turais eller Scutulum – Jota Carinae 2,21
- Naos, Suhail Hadar eller Muliphein – Zeta Puppis 2,21
- Markab eller Markeb – Kappa Velorum 2,48
- My Velorum 2,69
- Pi Puppis 2,71
- Theta Carinae 2,74
- Tureis – Rho Puppis eller 15 Puppis 2,83
- Ypsilon Carinae 2,92
- Tau Puppis 2,94